# Boveney
Boveney är en by i civil parish Dorney, i kommunen Buckinghamshire, i England. Byn är belägen 5 km från Burnham. Boveney var en civil parish 1866–1934 när blev den en del av Dorney och Eton. Civil parish hade 630 invånare år 1931. Byn nämndes i Domedagsboken (Domesday Book) år 1086, och kallades då Boueni(a)e.